# تنميل
التنميل أو النملان (بالإنجليزية: Formication) هو مُصطلح طبي، وهو ذلك الإحساس الذي يُشبهُ زَحف الحشرات الصَّغيرة عَلى الجلد. وهو شَكل واحدٌ مِن مَجموعة من الأحاسيس المَعروفة باسم مذل، والتي تَشمل أيضًا التمزق الأكثر شيوعًا والوخز المعروف باسم «الوخز بالإبر». هناك العديد من الأسباب المحتملة لحدوثه. وهو مشتق من فورميكا، الكلمة اللاتينية للنمل.
في بعض الأحيان قد يَكون التَّنميل مُصادفة مِثل الشعور بالحكة، والوخز، والإبر، والحرق، أو حتى الألم. عندما يُنظر إلى التنميل على أنه حكة؛ فإنه قد يؤدي إلى منعكس الحك، وبسبب ذلك؛ فإن بعضَ الأشخاصِ الذين يُعانون مِن ذاتِ الإحساس مُعرضون لِخطر التَّسبب في تَلَف الجلد لِقاء الخدش المُفرط.
في بعض الحالات، يُمكن للكهرباء السكونية أن تَجذب الجسيمات إلى الجلد ويمكن أن تسبب أيضًا تَحرك شعر الجسم، مما يعطي إحساسًا مثل الحشرات التي تزحف على الجلد.ومع ذلك، في كثير من الحالات لا يوجد مشغل خارجي يخلق الإحساس.
في حالات نادرة، يُصبح الأفراد مُقتنعين بِأن الإحساس يَرجِع إلى وُجود حَشرات حَقيقية على الجلد أو تحته. في هذه الحالات، يكون لدى المرضى ما يعرف باسم الطفيليات الوَهمية. ويعتقدون أن بشرتهم تسكنها أو تتعرض للهجوم من الحشرات الصغيرة أو الطفيليات المماثلة، على الرَّغم من التطمينات المتكررة من الأطباء، وخبراء مكافحة الآفات، وعلم الحشرات.

## أسباب
تَشمل أسباب التَنميل الحالات العادِية مِثل بداية انقطاع الطمث (أي انسحاب الهرمونات). وأسباب أخرى تَشمل الحالات الطبية مِثل التَّعرض للمبيدات الحشرية،والتسمم بالزئبق، واعتلال الأعصاب السكري، وسرطان الجلد، ومرض الزهري، وداء لايم أو الهربس النطاقي. ويمكن أن يكون نتيجة للتسمم المنبّه (على سبيل المثال الميثامفيتامين، والكوكايين)أو متلازمة انسحاب كحولي(أي الهذيان)، وغالبًا ما يكون مصحوبًا بالهلوسة البصرية للحشرات (formicanopia).  يمكن أن يحدث أيضا كأعراض من متلازمة انسحاب البنزوديازيبين، والانسحاب من الأدوية مثل مضادات الاكتئاب مثل مثبطات استرداد السيروتونين الانتقائية والترامادول. وقد يكون نتيجة لأثر جانبي من المسكنات الأفيونية.

## تاريخ
التنميل مشتقة من الكلمة اللاتينية فورميكا، وهي تعني «النملة». استخدم هذا المصطلح لمئات السنين. في طبعة عام 1797 من
موسوعة بريتانيكا، ووصفاً لحالة التسمم بالفجل البري المعروف بـ (raphania):
تم وصفه مرة أخرى في نص تعليمي في عام 1890:

التنميل هو بالضبط مثل زحف أعداد لا تعد ولا تحصى من الحيوانات على الجلد. رُبما يرجع ذلك إلى تهيج متلاحق من الألياف العصبية في الجلد. في بعض الأحيان، يصعب إقناع المرضى الذين يعانون منه أنه لا يرجع إلى الحشرات. ومع حدوث الخدش يؤدي ذلك إلى جعل المرض أسوأ.